# Hypocrita uranicola
Hypocrita uranicola là một loài bướm đêm thuộc phân họ Arctiinae, họ Erebidae.